# Evangelion: 1.0 You Are (Not) Alone
«Євангеліон 1.11: Ти (не) один» (яп. ヱヴァンゲリヲン新劇場版：序, Евангеріон Син Гекідзёбан: Дзё букв. «Нова кіноверсія Євангеліона: Початок») — перший японський повнометражний фільм тетралогії Rebuild of Evangelion, знятий на Studio Khara режисером Хідеакі Анно і випущений у прокат на території Японії 1 вересня 2007 року. 4 грудня 2020 року був показ у кінотеатрах Toho у форматі MX4D/4DX.
Сюжет в основному є адаптацією перших 6 серій оригінального аніме. Хоча деякі сцени та події дублюються з оригінального серіалу, інші розвиваються інакше, з новими або пропущеними нюансами або з використанням новітніх 3D CG технологій.
Фільм зайняв четверте місце зі зборів серед аніме-фільмів у японському кінопрокаті за 2007 рік і заробив загалом 2 млрд. ієн. Він отримав позитивний відгук з боку фанатів, а Хідеакі Анно назвав його «гідним ремейком оригінального серіалу». Світові касові збори становили 16,4 млн доларів.
Ієрогліф в назві разом з 破 і кроп, які присутні в назвах наступних фільмів, транскрибуються як «гагаку», це відсилання до жанру японської класичної музики. Окреме значення символів приблизно відповідає «вступу», «середині» та «завершенню» і використовується для опису актів у театрі Але, аналогічно частинам у класичній музиці .

## Сюжет
Катастрофа, що обрушилася на Землю, названа «Другим ударом», занапастила більшу частину людства. Після багатьох років, що пішли на відновлення після цієї жахливої події, на Японію несподівано нападають загадкові істоти, звані Ангелами (Євангеліон). Шінджі Ікарі, 14-річний підліток, отримує від батька, який є командувачем спеціальної організації Nerv (Євангеліон), наказ з'явитися в місто-фортеця Токіо-3. Під час першого нападу Ангела, коли син прибуває до штабу, батько вимагає від нього, щоб той негайно приступив до пілотування Євангеліону (робот), людиноподібного робота, розробленого в режимі секретності. Хлопець наляканий і відмовляється сісти у машину. Але бачачи, що єдиною людиною, здатною керувати, виявляється тяжко поранена Рей Аянамі, Шінджі погоджується зайняти місце пілота.
Наприкінці Каору Нагіса прокидається в контейнері на поверхні Місяця з червоною плямою. SEELE 01 повідомляє, що все згідно свиткам Мертвого моря. Наближається час виконання договору. Каору дивиться на невідомого гіганта у фіолетовій масці та каже, що третій не змінюється. Потім він звертає свій погляд на Землю: «З нетерпінням чекаю на нашу зустріч, Шінджі Ікарі».

## Ролі озвучували
| Актор            | Роль                          |
| ---------------- | ----------------------------- |
| Мегумі Огата     | Ікарі Шінджі                  |
| Котоно Міцуїсі   | Місато Кацурагі               |
| Мегумі Хаясибара | Рей Аянамі, Юї Ікарі, Пен Пен |
| Юріко Ямагуті    | Ріцуко Акагі                  |
| Фуміхіко Татики  | Гендо Ікарі                   |
| Мотому Кієкава   | Кодзо Фуюцукі                 |
| Хіро Юкі         | Макото Хьюга                  |
| Мики Нагасава    | Майя Ібуки                    |
| Такехіто Коясу   | Сігеру Аоба                   |
| Томокадзу Секі   | Тодзі Судзухара               |
| Тецуя Іванага    | Кенське Айда                  |
| Дзюнко Івао      | Хікарі Хоракі                 |
| Мугіхіто         | Кіл Лоренц                    |
| Акіра Ісіда      | Каору Нагіса                  |

## Популярність

### Продаж та рейтинг
За версією асоціації кінопродюсерів Японії в кінопрокаті по країні в 2007 році Evangelion: 1.0 You Are (Not) Alone зібрав 2 млрд ієн (близько 19 млн доларів). Це 4-й результат для аніме-фільму та 15 результат у загальному рейтингу за рік, підрахунок вівся без урахування іноземних випусків. Рейтинг перегляду в програмі Кіньє родосьо, становив 12,7%%.
За перший тиждень продажів DVD-версії Evangelion: 1.0 You Are [Not] Alone' фільм розійшовся в кількості 219 000 примірників. Що є рекордом продажів DVD в Японії за цей рік і найкращим початковим продажем серед DVD-релізів «Євангеліону» на сьогоднішній день. Зокрема, найбільшим успіхом користувався колекційний набір The Special Equipment Edition, який зайняв четверте місце в підсумковому чарті продажів Oricon а за грудень 2007 - червень 2008 років при старті з третьої позиції, регулярно піднімаючись до першого місця . Повністю розпроданий на 25 квітня за ціною 5985 ієн (близько 56 доларів), колекційний набір у результаті розійшовся в кількості 263395 копій за версією Oricon. Крім фільму в The Special Equipment Edition були включені доповнення у вигляді 35 мм кіноплівки, що містить нарізку з версії для кінопоказу, ексклюзивного буклета і коробки, другого DVD з коментарями, промороликів і матеріалів.
Японське відділення Amazon повідомляло, що протягом шести місяців, у період із грудня 2007 по травень 2008 року, Evangelion: 1.0 You Are [Not] Alone. Special Equipment Edition очолював список DVD.
Відразу після виходу в продаж колекційної DVD-версії відбувся інтернет-аукціон, на якому продавалися фрагменти кіноплівки, що включені до нього. При обмеженому тиражі DVD, аукціон мав продемонструвати популярність персонажів та фрагментів. Торги за фрагмент з усміхненою Рей Аянами закінчилися на позначці в 152000 ієн (близько 1460 доларів).

### Нагороди
- Гран-прі та приз голови журі на 22-й Digital Contents, що проводиться The Digital Contents Association of Japan[16].
- Нагорода від Хараяси Текаімури на 7-й щорічній Japanese Otaku Awards[17].
- Номінація в категорії «Анімація року» на 31-й Japan Academy Prizes[18].
- Tokyo Anime Award у категорії «Анімація року» на 7-й щорічній The Tokyo International Anime Fair у 2007 році. За правилами церемонії, робота, що перемогла, повинна «внести найбільший внесок у світ аніме» в рік свого випуску. Крім того, Хідеакі Анно отримав індивідуальну нагороду, як найкращий режисер[19].

### Інше
З 18 травня по 25 квітня, щоб відзначити випуск DVD-версії фільму в Японії, The Cure Maid Café в токійському районі Акіхабара, улюбленому місці покупок і відпочинку отаку, відновило і розширило своє «Єва-меню» . Одним із відроджених пунктів стали LCL Drink (апельсиновий сік у бонусній склянці з маленькими Рей), який подають разом з Sachiel Pasta (чорнильно-чорні кальмароподібні макарони з сирною головою ангела та помідором-черрі, що зображує ядро ), Dialogue і Character Name чизкейкі (пироги з випадковими діалогами та іменами персонажів з «Євангеліону»). Також пропонувалися коктейлі Аска Ленглі Сорью Аскі (апельсиновий сік з гранатовим сиропом) і Рей (грейпфрутовий сік з коктейлем «Блакитні Гаваї (напій) Блакитні Гаваї)».
Мережа японських ресторанів The Pasela пропонувала різні "Єва-меню" до 25 травня. На фірмові медові тости почали додавати розіп'яту Ліліт та логотип Nerv. Крім того, пропонувалися паста «Сакіїл», карі-рамен «Місато» та глечик пива разом з бонусною склянкою із зображенням Рей. Філія в Акіхібарі замінила Єву на медовий тост з білими крилами і додала десерт із Зеруїла.

## Випуск

### Аніме
- "Evangelion: 1.01 You Are (Not) Alone: Limited Design Edition" - 25 квітня, 2008 року.
- "Evangelion: 1.01 You Are (Not) Alone: Normal Edition" - 21 травня, 2008 року.
- "Evangelion: 1.11 You Are (Not) Alone: Blu-Ray Edition" - 27 травня, 2009 року.

Американська прем'єра відбулася на фестивалі Anime Expo 2009. До вересня 2009 року Evangelion 1.0 показувався в кінотеатрах США та Канади, 17 листопада з'явився DVD, а 9 березня 2010 року - Blu-ray. Фільм представили режисер дубляжу Funimation Майк Макфарланд та актриса озвучення Бріна Паленсія (Рей Аянамі), яка не дивилася серіал і не хотіла прагнути співзвучності голосів. Зі старого складу ADV Films повернувся лише Спайк Спенсер на роль Шінджі. Маючи велику кількість шанувальників оригіналу, команда від початку знала, що не зможе догодити всім, тому вони зосередилися на сценарії та режисурі. Шість косплеєрів виконали хором "Fly Me to the Moon". Ближче до кінця сеансу Макфарланд запитали, чи є у Шінджі едіпів комплекс. Він звернувся до глядачів і ті голосно відповіли, що так. Оскільки Анно вважає фільм новою версією «Євангеліона», то будь-які зміни вносяться відповідно до його уподобань.
Evangelion: 1.11 You Are (Not) Alone вийшов у анаморфованому форматі 1,78:1 (16:9) і зі звуком  Dolby TrueHD 6.1. Оригінал знято в 1,85:1.
На 2007 рік у технічному відношенні це був найкращий фільм у франшизі «Євангеліон». Якість зображення на Blu-ray краща, ніж у стандартної чіткості. Висока роздільна здатність дозволяє розглянути деякі дрібні деталі в дизайні та анімації. Кольори яскраві, немає аліасинга, зернистості та артефактів. Слід мати на увазі, що відео не зовсім ідеальне, є кілька випадків розмиття та мерехтіння, але такого недостатньо, щоб відволікати від перегляду. Японська звукова доріжка перевершує англійську. Ефекти, діалоги та музика використовують усі канали з широкою глибиною діапазону. Загальна оцінка - «Настійно рекомендується». До видання Funimation включені такі додаткові матеріали: промокліп «Angel Of Doom», прев'ю, трейлери та 20-сторінковий буклет тільки у Special Edition.
У Росії права на поширення мала компанія «Мега-Аніме». Встановлено вікове обмеження — глядачам, які досягли 14 років.

### Музика
- «Shiro Sagisu. Music from „Evangelion: 1.01 You Are (Not) Alone“» — 26 вересня 2007 року[25]. 28 місце в чарті Oricon[26]
- "Evangelion: 1.0 You Are (Not) Alone original soundtrack" - 21 травня 2008 року[27]. 38 місце в чарті Oricon[28]

Завершальну пісню «Beautiful World» («Чудовий світ») виконала Хікару Утада. Сінгл посів 2 місце в чарті Oricon. Також вийшла композиція «Fly Me To The Moon (In Other Words) -2007 MIX-».

### Друкована продукція
- Офіційне керівництво «Rebuild of Evangelion: Вступ, Entry File 1», 31 жовтня 2007 року [31]
- «„Rebuild of Evangelion: Вступ“ колекція оригінальних зображень», 25 квітня 2008 року[32]
- «„Rebuild of Evangelion: Вступ“ повні збори творів», 15 травня 2008 року [33]
- «„Rebuild of Evangelion: Вступ“ колекція розкадровок, 24 лютого 2017 року[34]
- «„Rebuild of Evangelion: Вступ“ повні збори творів, версія візуальної новели», 7 червня 2019[35]

## Критика
Metacritic оцінив Evangelion: 1.0 You Are (Not) Alone на 66 балів зі 100 можливих на підставі 4 рецензій. На Rotten Tomatoes рейтинг складає 71% з урахуванням 7 критичних оглядів. Журнал Paste дав 71 місце в списку 100 найкращих аніме-фільмів.
На думку The New York Times, серіал «Євангеліон» був чудовим. Увага там приділялася не стільки боям, скільки глибокому сюжету та психології. Так з'явилася франшиза, яка принесла понад мільярд доларів. Тепер історія почалася наново, з додаванням нових сцен та ефектів. Коли матеріал стиснутий, втрачається майже все, що робило перші дві третини телесеріалу оригінальними — продуманий темп, суперечливий гумор, майстерні характеристики. Evangelion 1.0: You Are (Not) Alone став черговою історією про гігантські роботи і отримав рейтинг PG-13. The Village Voice назвав фільм «потужною годівницею, що збиває з пантелику для ботаников», де пихата психологічна і філософська балаканина занадто безглузда, щоб сприймати її всерйоз. Згідно з Los Angeles Times, Evangelion: 1.0 — це демонстрація чудової графіки, технічної сміливості в дизайні та застосуванні зброї масового знищення, а також використання насичених та різноманітних кольорів. Спочатку здається, що фільм розрахований на молоду аудиторію, але його духовні, філософські аспекти та метафізична аура припускають, що Анно прагне глибокого охоплення. За сюжетом важко стежити, проте фільм захоплює, досліджуючи заплутану дилему Шінджі і його дозрівання.
Зак Бертші з Anime News Network поставив оцінку B- і назвав адаптацію Evangelion: The Boring Parts Movie. Screen Anarchy привів скорочення YANA, тобто You Are (Not) Alone. Це стиснення та полірування подій, взятих з оригінального телесеріалу, з ідеєю «сідай у гігантського робота і починай трощити». Але Шінджі не хоче бути «тим самим» і тікає від відповідальності. Він краще помре або просто залізе в свою нору, почуваючи себе зовсім самотнім і марним.
"Світ фантастики" вважає "Євангеліон 1.0: Ти (не) один" рімейком з каверзою. З перших секунд глядачам дають зрозуміти, що тут не так: довкола Токіо-3 велика кількість руїн, океан став криваво-червоним і нагадує LCL, на землі видно силует серійного Євангеліону. Все вказує, що події «Кінець Євангеліону» вже відбулися на момент початку фільму. Анно з командою одразу ж розпочав чергові сюжетні інтриги. Якщо розглядати у відриві від першоджерела, то сюжет зосереджений на знайомстві та відносинах Шінджі та Рей. Більшість аніме виконано в холодних тонах, що відповідають характеру дівчини. В останніх хвилинах з'являється Каору, який був присутній у 24-й серії «Євангеліона». При цьому його фрази недвозначно натякають, що з Шінджі він уже знайомий, а всі події оригінального серіалу та «Кінця Євангеліону» вже сталися неодноразово. Кінець полягає в цікавому одкровенні, що "Rebuild of Evangelion" - не стільки ремейк, скільки продовження, альтернативна історія і щось набагато складніше. Анно сказав, що хотів для Rebuild: щоб перший фільм був схожий на телесеріал, але з самого початку режисер не збирався робити те ж саме.
The Escapist у огляді підкреслив, що серіал «Євангеліон» став еталоном виробництва аніме. Через 12 років Gainax і Khara випустили переказ/переосмислення, щоб представити фільм підліткової аудиторії та «вичавити зайві долари зі своєї дійної корови». Подобається чи ні, Evangelion: 1.0 заслуговує на увагу. Вимогливі глядачі розчаруються після того, як знімуть блискучу упаковку і виявлять спрощений сюжет оригіналу. Фрейдистські герої виявилися зіпсовані. Колишні розмови про людство зводяться до розрізнених фраз та монологів. У більшості японський акторський склад та музика залишилися без змін. Поліпшено бойові сцени, дизайн персонажів та деталі хутра, що вписується у сучасні стандарти. You Are (Not) Alone не вистачає нововведень, обіцяних у Rebuild. Найголовніше, що варто відзначити - це присутність Doritos і «Піца Хат». Ніщо не говорить про успішну франшизу краще, ніж продакт-плейсмент. Коли титри закінчуються, циніки опишуть побачене як чергову приманку, схожу на Джорджу Лукасу і постійним переосмисленням «Зоряних війн».
Slant Magazine дав 2,5 зірки з 4. Сюжет серіалу був складним, і занадто багато виявилося, за чим потрібно встежити: філософські посилання від Шопенгауера до  Сартра, юдейські та християнські образи, самоаналіз підлітків. Це лише вершина айсберга з подвійним дном, де забезпечено великий головний біль. Правильної відповіді немає, бо Анно більше зацікавлений у провокації, аніж у поясненні. Синдзі насправді є єдиною надією людства на виживання, але битви з ворогами вторинні в порівнянні з внутрішньою боротьбою за схвалення інших людей. Усі, від Місато Кацураги до Рей Аянамі, намагаються змусити його вирватися з похмурої маленької емо-оболонки - він проводить багато часу наодинці з собою, слухаючи Walkman і дивлячись у стелю - як невміло сказано в назві, хлопець (не) самотній. Дилема дикобразів використовується для опису стану персонажа, нездатність отримати визнання з боку однокласників та начальства показує, що Шінджі соціально не адаптований. Режисер намагається уявити таке як грандіозну драму, відчуження виступає головною частиною Екзистенційної кризи, що говорить, наскільки мало у людства можливостей впливати на свої дії. You Are (Not) Alone не додає нового, крім покращених спецефектів під час битв з Ангелами та діалогів, які за кілька секунд розповідають те, що раніше вимагало цілих серій. У результаті вийшла просто покращена версія того, що вже випускав Анно, це робить Evangelion: 1.0 привабливим, але принципово безглуздим.
THEM Anime поставив дуже високу оцінку - п'ять зірок із п'яти. Щоразу, коли новий ремейк популярної франшизи вирішує зібрати касу, виникає питання: «Який сенс?». Однак є виняток у разі реінкарнації «Євангеліону», оскільки фільм йде як історія, яка дає «ще один шанс» розквітнути разом з тими, хто спочатку зробив оригінал таким же відомим, аж до акторів озвучення та виробничої команди. You Are (Not) Alone являє собою ностальгічну подорож, «проповідь зверненим», переказ з переглядом дизайну та деякими змінами персонажів, темпу та атмосфери, але не захоплюючу деконструкцію. Думка про це залежить від ставлення до першоджерела. Для тих, хто абсолютно не знайомий з франшизою або принципово не любить хутра, Evangelion 1.0 не матиме важливого значення. Деякі відсилання шанувальники визнають явними, але вони швидко проносяться повз. Другі герої розглядаються так, що про них вже відомо достатньо, не потребуючи пояснення, якби людину знову представили «старим друзям». Таке відчуття виходить від перегляду оновленої версії. Складно стверджувати про сильні та слабкі сторони без порівняння із серіалом — сюжет практично ідентичний. Ангели демонструють разючі трансформації на відміну від статичніших телевізійних побратимів, особливо в третій битві. Анімація така ж плавна, як і у фільмах Studio Ghibli, а фон деталізований. Композитор Сіро Сагісу використав багато інструментів та цілий оркестр, щоб музичні теми були добре чутні. Шінджі та компанія, як і раніше, впізнавані, стиль 1990-х років виглядає дещо застарілим у контексті покращеної анімації.
Світ опрацьований і постапокаліптичніший. Цілком очевидно, що з планетою сталося погане, коли спочатку видно море з криваво-червоною водою, міські будівлі, що покосилися, і вкриті шрамами пейзажі. Вони дають сильне відчуття руйнування та спустошення, ніж раніше. Крім того, більше уваги приділяється персоналу Nerv та населенню Токіо-3. Зміни були внесені і до головного героя: Шінджі балакучий і чуйний, трохи, вдячний Місато, цікавий Рей, менш похмурий. Насильство в основному пов'язане з розчленуванням ангелів та пристойною кількістю їхньої крові. Є оголена натура, що неприйнятно для маленьких дітей. Кінець ясно показує, що Єва обіцяє перетворитися на монстра нового типу і в другій частині чекають на сюрпризи. Рекомендуються також Bokurano, RahXephon, Eureka Seven і Macross Frontier.